# Rio Catarama
O Rio Catarama é um rio da Romênia, afluente do Vaser, localizado no distrito de Maramureş.